# 교향곡 10번 (베토벤)
《교향곡 10번 내림 마장조》 미완성 (Bia. 838)은 독일의 작곡가 루트비히 판 베토벤이 교향곡 9번과 함께 동시작곡하여 사망하기 직전까지 작곡한 그의 마지막 교향곡이자 미완성교향곡이다.
곡의 단편적인 스케치와 관현악 악보 800장이 적혀 있는데 그쳐 본격적인 작곡이 시작되지 않은 채 작곡가가 서거하고 말았다. 또한 이 곡에서의 미완성교향곡은 슈베르트의 8번 교향곡이나 브루크너의 교향곡 9번, 말러 교향곡 10번 등처럼 곡의 일부는 완성되어 있다란 뜻의 "미완성" 과 다르다.

## 작곡,구상
원래 베토벤은 2개의 작품을 동시에 진행하는 습관이 있었다. 교향곡도 5번과 6번이 동시에 작곡된 작품들이었고, 7번과 8번도 마찬가지 었다. 그리고 영국의 "런던 필하모닉 협회"(현재의 왕립 필하모닉 협회)에서 교향곡 2곡을 의뢰를 받고 교향곡 작곡을 동시에 시작했는데 교향곡 9번, 장엄미사곡을 진행하는 동안에도 이 교향곡 10번이 동시작곡되어 구상이 이루어지고 있었다. 본래의 구상에 따르면 9번은 순수 기악의 교향곡, 10번은 성악,합창을 부가한 작품이 될 예정이었다. 런던 필하모닉 협회가 교향곡을 청탁하기도 해서 둘 중 어느 하나를 넘겨주어야 했는데, 가장 진척 속도가 빨랐던 9번을 보내기로 하고 10번에 넣을 예정이었던 성악,합창 악장도 9번의 마지막 악장에 들어가게 되었다. 이후에 베토벤은 후기 현악4중주의 작곡에 집중했기 때문에 10번은 내버려두었다고 한다. 하지만 베토벤의 성향으로 봐서 런던 필하모니 협회에서 받은 위촉도 있었기 때문에 10번을 완성시켜야겠다고 생각한 것은 분명하였다. 그 후 후기 현악4중주의 작곡을 마치고 본격적으로 작곡을 시작한 것은 1826년 12월이었다.
당시 베토벤은 10번 외에도 괴테의 파우스트를 오페라로 만들 계획도 세우고 있었고, 장엄미사의 후속 종교음악인 레퀴엠과 바흐의 이름(B-A-C-H)[을 주요 모티브로 한 서곡도 구상하고 있었다.
하지만 베토벤은 결국 간경화의 악화와 납중독으로 인해 이들 작품을 완성시키지 못하고 전체 3악장 중에서 이 교향곡의 1악장의 끝부분도 마치지 못하고 2,3악장의 단편 스케치부분과 관현악 악보 800장만을 완성한 채 1827년에 세상을 떠난다. (9번 교향곡의 저주)
교향곡 10번의 스케치라고 여겨지고 있는 단편적인 악보는 수많은 발견되고 중에는 꽤 가능성에서 실제의 교향곡 제10번의 스케치인이 보이고 있다. 하지만 대부분은 판별이 서지 않았다. 남은 스케치는 몇 소절 단위의 매우 단편적인 것이며 또 매우 거친 기재로 판독 곤란한 부분도 있다.

## 베토벤 사후
베토벤의 10번 교향곡에 대한 소문은 사후에도 계속 퍼지고 있었다. 베토벤의 비서를 자처한 안톤 쉰들러나 베토벤의 친구이자 후기 현악 4중주를 초연한 슈판치히 4중주단의 비올라 주자 카를 홀츠가 10번 교향곡의 존재에 대한 소문의 근원지였다. 베토벤의 비서였던 안톤 쉰들러는 1826년 베토벤이 10번 교향곡의 스케치를 작성했다고 주장했다. 그 후에 그의 주장은 많은 관심을 끌고 조사가 시행되었는데 쉰들러의 주장은 별로 근거가 없는 것이었다. 또 카를 홀츠는 베토벤이 10번 교향곡 1악장을 피아노로 연주하는 것을 들었다고 언급하기도 했다.
홀츠의 회고는 다음과 같았다.
E플랫 장조의 부드러운 도입부가 있은 후 C단조의 힘찬 알레그로가 뒤따랐다. 그러나 이 1악장은 완전하게 형태를 갖추고 있는 것은 아니었다.
그리고 거기에는 다음 악장들로 이어질 만한 뚜렷한 징후가 엿보이지 않았다.
그가 10번 교향곡을 작곡한 것은 확실하였으나, 원본악보가 분실되어 연구대상이 되어 왔었다.
이후로 10번 교향곡이 완전한 악보의 형태로 어딘가에 있을 것이란 소문부터 애당초 있지도 않은 곡을 가지고 퍼뜨려진 헛소문일 뿐이라는 회의적인 시각까지 다양한 의견이 설왕설래했다.
그러다가 20세기 후반 들어 영국의 음악학자 베리 쿠퍼가 쉰들러나 홀츠의 언급을 보고 베토벤의 이전 작곡 성향을 참조해볼 때 어딘가에 10번 교향곡의 스케치와 악보가 있을 것이라는 추측을 한 뒤, 그 스케치와 악보를 찾기 시작했다. 그런도중 베리 쿠퍼는 베를린의 국립 프러시아 문화재단 도서관에서 조그만 노트에 군데군데 빠져있는 베토벤의 작품으로 보이는 3악장 형태의 미완성교향곡의 악보와 약 50여개의 10번 교향곡의 스케치이거나 혹은 관련이 있을 법한 스케치를 발견하였다. 그리고 이를 바탕으로 250여 마디의 소재를 조바꿈이나 반복 진행 등을 통해 늘리고 베토벤의 관현악법을 참조해 5년간의 재구성 작업 끝에 그중 자료가 많은 1악장을 완성,복원한다.

### 초연
이 작품은 1988년 10월 18일 런던 로얄 리버풀 필하모닉 오케스트라에 의해 런던에서 초연되었고 초연의 지휘를 맡은 발터 벨러는 "베토벤 후기의 조용함과 아름다움이 풍기는 전형적인 베토벤곡" 이라고 평하고, 특히 이 곡이 베토벤의 교향곡에 흔치 않은 6/8박자를 사용한 점은 음악사적으로 연구가치가 있다고 말했다. 그리고 그보다 한 달 전 쯤인 9월 8일에는 윈 모리스가 지휘한 런던 교향악단의 연주로 첫 녹음이 만들어졌다.
대작곡가의 미완성 교향곡을 일부나마 복원했다는 소식이 전해지면서, 쿠퍼의 완성판은 그 직후 세계 각지에서 연주되었다. 일본에서는 공개 초연이 진행된 바로 그 달에 쿠퍼가 요미우리 일본 교향악단을 지휘해 일본 초연이 행해졌고, 1991년 4월 4일에는 한국에서도 원경수가 지휘한 서울시립교향악단이 첫 공연을 기록했다.

## 구성과 논란
쿠퍼의 복원판에 따르면 일반적인 베토벤의 교향곡과는 달리 상당히 독특한 형태로 시작된다. 1악장은 목관악기의 안단테로 시작해서 중간부에 c단조의 격렬한 알레그로를 둔 뒤 다양하게 변주되는 안단테의 반복인 A-B-A' 3부 형식의 큰 틀로 짜여져 있다. 전후반부의 주요 동기는 월광 소나타의 2악장과 흡사하다. 쿠퍼는 이러한 전개 방식에 대해 베토벤이 회고적인 태도를 보인 것이라고 주장했다.
하지만 쿠퍼의 이 작업에 대해서는 강한 찬반 논란이 있었다. 우선 쿠퍼가 찾아냈다는 악보의 단편과 스케치가 정말 10번 교향곡의 단편과 스케치였는지에 대한 논란이 있었고, 그것이 10번이 맞다고는 해도 홀츠가 회고한 것처럼 베토벤이 병마로 더 이상 진척시키지 못한 지극히 단편적인 자료만 가지고 지나치게 작위적으로 만들어낸 악보라는 비판도 이어졌다.
실제로 쿠퍼가 복원한 곡의 스타일은 베토벤의 후기 작품보다는 중기 작품을 연상케 하며, 악상 전개 방식도 9번 교향곡이나 여타 후기 작품에 비하면 지나치게 틀에 박힌 형식이고 베토벤이 혐오한 반베토벤파 스타일에 가깝다.
쿠퍼가 '베토벤의 회고적인 태도'라고 주장한 것도 의문이 남는데, 베토벤 자신이 회고적인 의미로 작곡했다는 현악 4중주 16번도 규모가 이전 4중주들보다 간소해지고 좀 더 심플한 느낌을 줄 뿐이고, 오히려 베토벤이 만년에 집착 수준으로 중시한 대위법 전개나 기존의 변주곡 형식에 얽매이지 않는 환상곡풍 변주 스타일이 들어가 있는 등, 결코 쿠퍼가 보여준 것처럼 무비판적으로 과거 회귀하는 모습은 보여주지 않았다.
이 때문에 초연 지휘자인 벨러와 첫 녹음을 만든 지휘자인 모리스 정도를 제외하면 이 곡에 손댄 지휘자는 손에 꼽을 정도로 극히 적으며, 쿠퍼가 1988년에 내놓은 1악장 이래 더 이상의 후속 악장 복원 노력이나 개정 작업도 하지 않고 있는 것에 대한 비판까지 나오는 등 이 복원판에 대한 평가는 대체로 부정적인 것으로 보인다. 브루크너의 9번 교향곡 4악장의 더 완벽한 연주회용 판본을 위해 계속 이잡듯 자료를 뒤지면서 물고 늘어지고 있는 윌리엄 캐러건이나 니콜라 사말레, 벤야민 구나르 코어스 같은 음악학자들과, 죽기 직전까지 후배 음악학자들의 쓴소리를 수용하며 계속 개정판을 만들었던 말러의 10번 교향곡 보필자 데릭 쿡을 보면, 쿠퍼가 이 10번 교향곡이라는 작품에 대해 보여준 노력과 관심이라는 것이 생각보다 진지하지도 치열하지도 않다고 볼 수 있다.
어떤 음악학자들은 베토벤이 10번 교향곡에서 기독교 세계관과 고대 그리스 세계관의 융합을 추구하려 했을 것이라고 보기도 한다. 이는 괴테의 영향이기도 하고, 베토벤이 10번 교향곡 외에 파우스트의 오페라화를 구상한 데서도 드러난다. 사실 9번 교향곡에서도 이미 그런 경향이 드러나기도 한다.

## 브람스의 교향곡 1번에 관해서
낭만파의 작곡가, 요하네스 브람스는 베토벤 음악을 매우 높이 평가해 자신의 교향곡을 베토벤 그에 필적할 정도의 완성도를 만드는 것을 목표로 퇴고에 퇴고를 거듭하다, 구상에서 20년의 시간을 거친 1876년 교향곡 1번 C단조를 완성시켰다. 이 교향곡 제1번은 당시 그 완성도에서 "베토벤에 10번째 교향곡이 생긴 것 같다"와 지휘자 한스 폰 뷜로에서 높이 평가돼 현대에도 이 일화와 함께 브람스의 교향곡 1번은 "베토벤 교향곡 10번"이라는 애칭으로 불린다.

## 악기편성
플루트 2, 오보에 2, 클라리넷 2, 바순 2, 호른 4, 트럼펫 2, 트롬본 3, 팀파니, 트라이앵글, 심벌즈, 오르간, 현5부

## 구성
전체 3악장으로 구성되었으나 쿠퍼가 자료가 많이있는 1악장을 완성하였고 그에 따라 1악장의 연주시간은 19분이다. 그 후 2021년에 AI가 단편으로 남아있는 스케르초와 론도를 완성했는데 이 2개의 악장을 포함할 경우 약 40분이다.

### 제1악장
Andante, Allegro, Andante (느리게, 빠르게, 느리게), 내림마장조, 2/4박자
곡의 제시부는 E flat장조 안단테 2/4박자로 되어 아름답고 유연하며, 중반은 강렬하나 웅장함에 있어서는 교향곡 제9번보다는 덜하다.
1악장의 제1주제는 피아노 소나타 제8번 "비창" 의 2악장과 혹사하고 있어, 스케치에 남겨진 지시대로 목관 악기로 벌어진다. 그 제1주제는 전개되고 안단테 거듭 제시되지만 도중보다 팀파니의 연타에 따라 스케르초의 제2주제로 바뀐다. 이는 2개의 멜로디가 남기는 한편 양측의 테마가 다른 악장이 아니라고 지시해 그 변화하는 부분의 스케치도 남아 있기 때문이다. 마지막은 다시 한번 제1주제로 돌아가 곡의 끝을 맞이한다. 남은 스케치에 비교적 충실히 작곡되었으며 곳 곳에 베토벤 다움은 느껴진다고 하는데 채용한 스케치의 선택이나 곡의 전개나 구축에 대해서는 의견과 평가가 엇갈리고 있다. 베리 쿠퍼의 보필판은 여러 레이블에서 시판되었다.

### 제2악장
Scherzo. Allegro, Tro (스케르초 빠르게, 트리오)

### 제3악장
Rondo. Allegro (론도. 빠르게)

## 참고
- 교향곡 10번을 소재로 한 소설 10번 교향곡이 있다.[2]
- 루트비히 판 베토벤 250주년 행사때 나머지 부분을 AI 완성 한 곡을 공개할 예정이다.[3]